# ماريو فيغيروا
ماريو فيغيروا (بالإسبانية: Mario Figueroa)‏ هو دراج فنزويلي، ولد في 24 ديسمبر 1963.

## وصلات خارجية
- ماريو فيغيروا على موقع أرشيف الدراجات (الإنجليزية)